# Джеффрі Фраєр
Джеффрі Фраєр (англ. Geoffrey Fryer; 6 серпня 1927 — 18 березня 2024) — британський іхтіолог, карцинолог. Автор описання нових зоологічних таксонів. Член Лондонського королівського товариства з 1972 року. 1983 року нагороджений медаллю Фрінка, а в 1987 році — медаллю Ліннея.

## Епоніми
На честь Джеффрі Фраєра названо:
- види риб:
  - Alticorpus geoffreyi та Sciaenochromis fryeri (родина Cichlidae)
- види ракоподібних:
  - Argulus fryeri та Chonopeltis fryeri (родина Argulidae)
  - Ergasilus fryeri (родина Ergasilidae)
  - Indopeniculus fryeri (родина Lernaeidae)
- рід ракоподібних Geoffreya та вид Geoffreya fryeri (родина Chydoridae)
- вид двокрилих комах:
  - Chaoborus fryeri (родина Chaoboridae)